# 帕雷阿克
帕雷阿克（法語：Paréac，法語發音：[paʁeak]）是法国上比利牛斯省的一个市镇，位于该省中西部，属于阿热莱斯加佐斯特区。

## 地理
帕雷阿克（43°6'57"N, 0°1'26"E）面积2.42 平方千米，位于法国奧克西塔尼大區上比利牛斯省，该省份为法国西南部内陆省份，北至热尔省，西接大西洋比利牛斯省，南与西班牙接壤，东临上加龙省。
与帕雷阿克接壤的市镇（或旧市镇、城区）包括：奥兰克勒、布雷阿克、埃斯库贝普特、瑞洛斯。

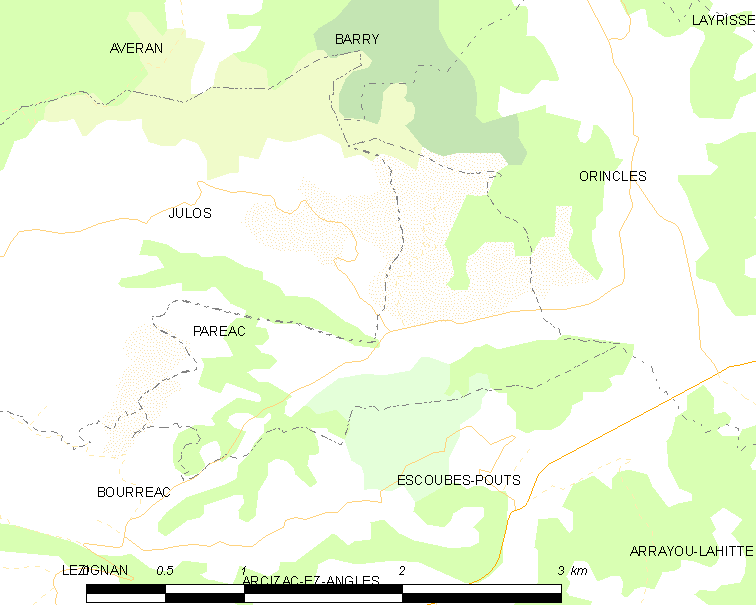
帕雷阿克的OSM定位图

帕雷阿克的时区为UTC+01:00、UTC+02:00（夏令时）。

## 行政
帕雷阿克的邮政编码为65100，INSEE市镇编码为65355。

## 政治
帕雷阿克所属的省级选区为卢尔德第二县。

## 人口

1962-2008年间帕雷阿克人口变化图示

帕雷阿克于2022年1月1日时的人口数量为76人。